# Tetradenia
Tetradenia là một chi thực vật có hoa trong họ Hoa môi (Lamiaceae).

## Hình ảnh

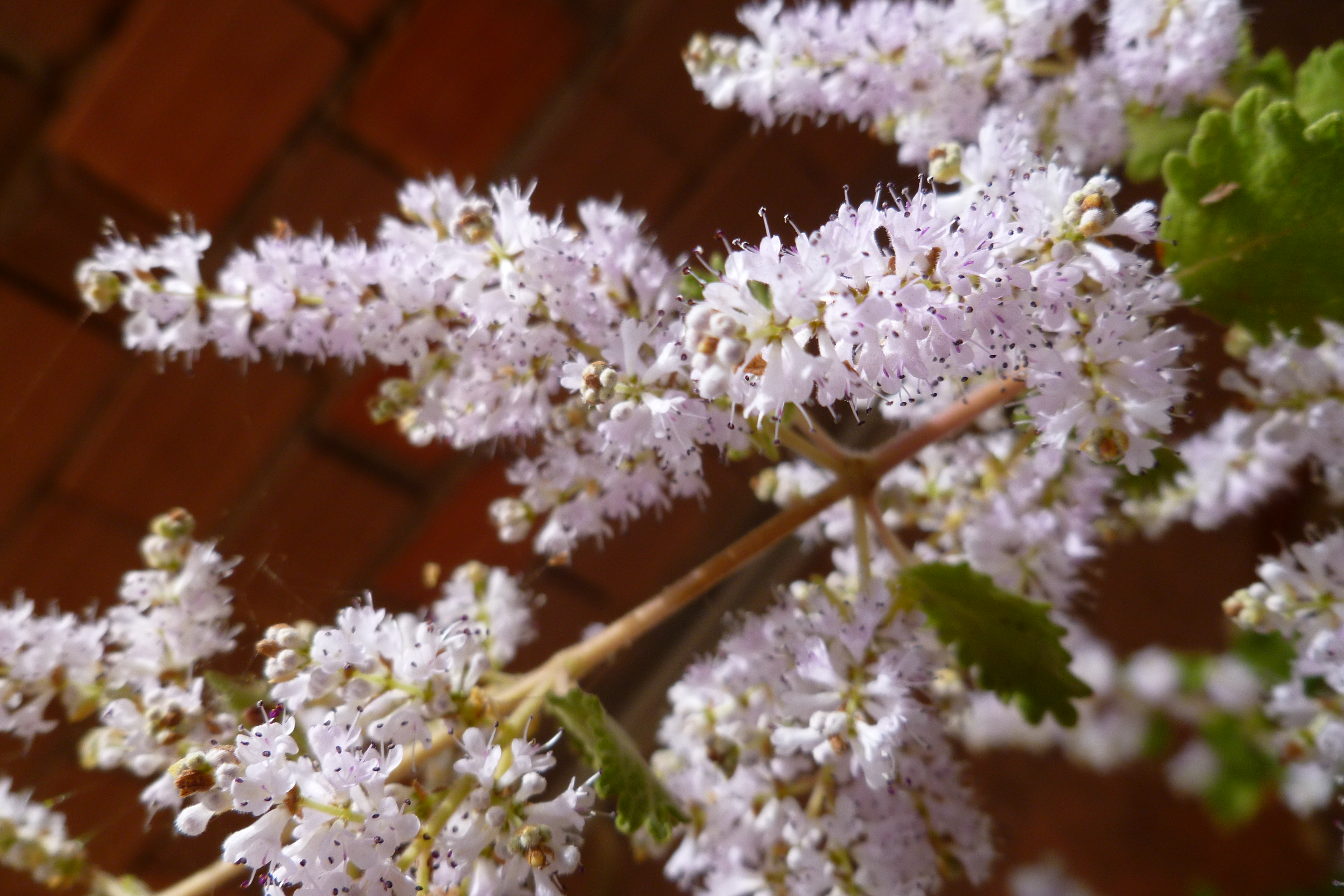

## Loài
Chi Tetradenia gồm các loài: